# Isadora Moon
Isadora Moon es una serie de libros escritos Harriet Muncaster y orientado a niños de 5 a 8 años. Cada libro es una historia diferente sobre Isadora Moon, quien es "mitad hada, mitad vampiro, y ¡totalmente única!" Dentro de estas historias se celebra su herencia familiar mixta.
El primer libro Isadora Moon va al colegio fue publicado en septiembre de 2016; iniciando una serie que desde entonces ha sido traducida a 42 idiomas y ha vendido más de 1.2 millones de copias en todo el mundo. En 2020, Kelebek Media compró los derechos para animar las historias y la serie comenzó a transmitirse en 2025.
Actualmente la serie se compone de 22 libros siendo el más reciente, publicado en marzo de 2024.
De la serie también derivan las historias de Mirabelle (prima de Isadora) y de Emerald (la amiga sirena de Isadora). Además de una serie de libros de actividades.
| #  | Título Original                                                      | Título Español                           | Publicado          | ISBN Español  |
| -- | -------------------------------------------------------------------- | ---------------------------------------- | ------------------ | ------------- |
| 1  | Isadora Moon Goes to School                                          | Isadora Moon va al Colegio               | Septiembre de 2016 |               |
| 2  | Isadora Moon Goes Camping                                            | Isadora Moon va de excursión             | Septiembre de 2016 | 9788420485362 |
| 3  | Isadora Moon Has a Birthday                                          | Isadora Moon celebra su cumpleaños       | Septiembre de 2016 |               |
| 4  | Isadora Moon Goes to the Ballet                                      | Isadora Moon Va Al Ballet                | Septiembre de 2016 |               |
| 5  | Isadora Moon Gets in Trouble                                         | Isadora Moon Se Mete En Un Lío           | Mayo de 2017       |               |
| 6  | Isadora Moon Goes on a School Trip Isadora Moon Goes on a Field Trip | Isadora Moon en el Castillo Encantado    | Septiembre de 2017 |               |
| 7  | Isadora Moon Goes to the Fair                                        | Isadora Moon Va Al Parque de Atracciones | Marzo de 2018      |               |
| 8  | Isadora Moon Makes Winter Magic                                      | Isadora Moon y el Hechizo Mágico         | Septiembre de 2018 |               |
| 9  | Isadora Moon and the Magical Costumes                                | Isadora Moon y los disfraces mágicos     | Septiembre de 2018 | 9788420487649 |
| 10 | Isadora Moon Has a Sleepover                                         | Isadora Moon va a una fiesta de pijamas  | Marzo de 2019      |               |
| 11 | Isadora Moon Puts on a Show                                          | Isadora Moon y la Noche Mágica           | Septiembre de 2019 |               |
| 12 | Isadora Moon Goes on Holiday                                         | Isadora Moon va de viaje                 | Marzo de 2020      |               |
| 13 | Isadora Moon Goes to a Wedding                                       | Isadora Moon y la boda Mágica            | Septiembre de 2020 |               |
| 14 | Isadora Moon Meets the Tooth Fairy                                   | Isadora Moon y el Hada de los Dientes    | Marzo de 2021      |               |
| 15 | Isadora Moon and the Shooting Star                                   | Isadora Moon y la Estrella Fugaz         | Septiembre 2021    |               |
| 16 | Isadora Moon Gets the Magic Pox                                      | Isadora Moon y La Poción Rosa            | Marzo de 2022      |               |
| 17 | Isadora Moon Under the Sea                                           | Isadora Moon y la sirena mágica          | Octubre de 2022    |               |
| 18 | Isadora Moon and the New Girl                                        | Isadora Moon y la invitación secreta     | Marzo de 2023      |               |
| 19 | Isadora Moon and the Frost Festival                                  | Isadora Moon y el Festival de la Nieve   | Octubre de 2023    |               |
| 20 | Isadora Moon Helps Out*                                              | Isadora Moon juega a ser doctora         | Marzo de 2024      |               |
| 21 | Isadora Moon Makes a Wish                                            | Isadora Moon y la magia de los deseos    | Octubre de 2024    |               |
| 22 | Isadora Moon Rides a Bike                                            | Isadora Moon y la aventura en bici       | Marzo de 2025      | 9789563845310 |

* títulos aún no traducidos al español, listado basado en traducciones de tiendas

Otros libros de Isadora Moon
- Isadora Moon y las manualidades mágicas